# ホセ・マヌエル・ソリア
ホセ・マヌエル・ソリア・ロペス（スペイン語: José Manuel Soria López, 1958年1月5日 - ）は、スペイン・ラス・パルマス県ラス・パルマス・デ・グラン・カナリア出身の官僚・政治家。2011年から2016年まで国民党(PP)のマリアーノ・ラホイ政権で産業・エネルギー・観光大臣を務めた。

## 経歴
1958年1月5日にカナリア諸島のラス・パルマス県ラス・パルマス・デ・グラン・カナリアに生まれ、大学では経済学と経営学の学位を取得した。
1980年から1981年の間は、在ベネズエラのスペイン大使館でベネズエラとカリブ海地域の市場アナリストを務めた。1984年には貿易省で輸入サービス部門の責任者を務めた。1984年から1989年にはマドリードの貿易研究センターでマクロ経済と国際経済のレクターを務めた。1985年には貿易省で外国貿易部門の責任者を務め、1986年から1987年には財務省でアドバイザーを、1988年から1989年には商業事務局で首席補佐官を務めた。
1995年から2003年には地元のラス・パルマス・デ・グラン・カナリア市長を務めた。その間の1999年10月にはカナリア諸島国民党（国民党の地域支部）の代表に選出されている。2003年から2007年7月にはグラン・カナリア島評議会の議長を務めた。
2003年6月にはカナリア諸島州議会議員となり、2011年まで州議会議員を務めた。カナリア諸島州議会では国民党の議会代表を務めた。2007年7月から2010年10月にはカナリア諸島州政府で副首相と財務大臣を務めた。2011年スペイン議会総選挙ではラス・パルマス県選挙区から立候補してスペイン下院議員に当選した。この選挙では国民党が社会労働党から政権を奪い返し、マリアーノ・ラホイ首相はソリアを産業・エネルギー・観光大臣に指名した。
2016年4月3日に租税回避行為に関する一連の機密文書であるパナマ文書が公開されると、ソリアは産業・エネルギー・観光大臣として「パナマ文書に名前が出た人は直ちにその理由を述べなければならない」と語った。しかしその後、バハマに設立されたUKLines Limited社、チャンネル諸島ジャージーに設立されたMechanical Trading Limited社にソリアの名前が記載されていることが明らかとなった。当初はタックス・ヘイヴンとの関係を否定したが、4月15日に産業・エネルギー・観光大臣の座を辞任した。同日にはカナリア諸島国民党代表と下院議員も辞任している。
スペイン政府は2016年9月に世界銀行総裁候補としてソリアを選出したが、何人かの政治家はソリアが選出されたことに懸念を示した。政治家や世論の圧力などが理由で、ソリアは総裁候補の座を辞退することを表明した。